# Schulzia crinita
Schulzia crinita là một loài thực vật có hoa trong họ Hoa tán. Loài này được (Pall.) Spreng. miêu tả khoa học đầu tiên năm 1813.